# Messerschmitt Bf 162
O Messerschmitt Bf 162 Jaguar foi um protótipo de bombardeiro leve desenvolvido no período que antecedeu a Segunda Guerra Mundial. Esta aeronave foi desenvolvida devido ao pedido do Reichsluftfahrtministerium para a construção de um bombardeiro leve e veloz para uso táctico. Concorrendo contra outras duas aeronaves protótipo, o Junkers Ju 88 e o Henschel Hs 127, destas 3 o Ministério da Aviação do Reich acabou por escolher o Ju 88.